# Jærbanen
Jærbanen er en jernbanestrækning mellem Stavanger og Egersund, som en begyndelse på Sørlandsbanen. Strækningen går over det flade kystlandskab Jæren.
Jærbanen blev åbnet i 1878 som en smalsporet jernbane (1067 mm), i 1944 blev den bygget om til normalspor (1435 mm), og i 1956 blev linjen elektrificeret. Det er dobbeltspor fra Stavanger til Sandnes.
Jærbanen har et sidebane, Ålgårdbanen, som går fra Ganddal til Ålgård, en strækning på 12 kilometer. Ålgårdbanen havde passagertrafik fra åbningen i 1924 til 1955, mens godstrafikken fortsatte frem til 1988. I dag kan man i sommerhalvåret leje en dræsine på den nedlagte Figgjo Station, som i dag er et museum.